# Jenny Küttim
Vous pouvez aider à l'améliorer ou bien discuter des problèmes sur sa page de discussion.
- Il ne cite pas suffisamment ses sources. Vous pouvez indiquer les passages à sourcer avec {{référence nécessaire}} ou {{Référence souhaitée}}, et inclure les références utiles en les liant aux notes de bas de page. (Marqué depuis mai 2023)
- Son texte doit être wikifié : il ne correspond pas à la mise en forme Wikipédia (style, typographie, liens internes, liens entre les wikis, etc.). (Marqué depuis mai 2023)
- La traduction doit être revue. Le contenu est difficilement compréhensible à cause d’erreurs de traduction, peut-être dues à l’utilisation d’un logiciel de traduction automatique. (Marqué depuis mai 2023)

- Archive Wikiwix
- Bing
- Cairn
- DuckDuckGo
- E. Universalis
- Gallica
- Google
- G. Books
- G. News
- G. Scholar
- Persée
- Qwant
- (zh) Baidu
- (ru) Yandex
- (wd) trouver des œuvres sur Wikidata

Jenny Küttim, née Andersson, est une journaliste d'investigation suédoise.
Elle est surtout connue pour son travail sur le tueur en série suédois Quick (Sture Bergwall de son nom de naissance), qui aboutissent à la réalisation de trois documentaires primés.

## Biographie
Küttim a été élevée comme Témoin de Jéhovah, mais a quitté le mouvement pendant son adolescence. Elle a suivi une formation en journalisme à l'International Business School de Washington DC. Elle a fait son stage chez Fox News lors du début de la guerre en Irak en 2003, et son superviseur était un "Air Force One reporter", accompagnant le président américain dans ses déplacements. À son retour en Suède, elle a étudié l'histoire contemporaine et le programme de journalisme pratique à l'Université de Södertörn et après avoir obtenu son diplôme en 2007, a commencé à travailler pour le magazine d'investigation de premier plan de la télévision publique suédoise SVT, Dokument inifrån.
Le 16 mai 2010 a été diffusé le documentaire McFusk & C, qui révèle entre autres la tricherie de McDonald's avec les salaires des employés, réalisé par Küttim et le producteur Bo Lindquist, également connu pour le scandale Macchiarini.
Lors des élections suédoises de 2010, Küttim a été l'un des observateurs électoraux de la radio suédoise, qui ont vérifié si les déclarations des hommes politiques étaient vraies ou fausses.
En 2012, Detector a été lancé sur la radio suédoise P1, une émission de vérification des faits que Küttim a co-animée avec Henrik Torehammar. L'émission a été diffusée cinq fois en mars et avril 2012. Le concept et le nom de Detector proviennent du Danemark et de Danmarks Radio, où Küttim a participé au développement de l'émission originale Detektor avec l'animateur Thomas Buch Andersen.
En août 2015, le documentaire de Brian Hill sur le tueur en série le plus célèbre de Suède, The confessions of Thomas Quick, est sorti dans les salles de cinéma britanniques. Küttim y explique comment cette histoire remarquable s'est produite,.
Lors des élections de 2018, SVT a annoncé que Küttim, avec le journaliste Fredrik Laurin, travaillerait pour le sondage Facts qui était inclus dans faktiskt.se, qui était géré par SVT, Sveriges Radio, Dagens Nyheter et Svenska Dagbladet, et qui examinait les faits pendant les élections législatives et qui s'est terminé en décembre 2018.
Au printemps 2019, elle a été l'une des reporters de Veckans brott, une émission de télévision populaire sur les crimes authentiques diffusée sur la chaîne nationale suédoise.

### Travail sur le tueur en série Quick
Küttim a travaillé avec son mentor et ami, le journaliste Hannes Råstam et ensemble, ils ont révélé que Quick avait fait de faux aveux, ce qui avait abouti à la réalisation de trois documentaires primés. Les documentaires ont passé en revue l'enquête policière et ont révélé comment Quick a été nourri d'informations et a été guidé à travers les scènes de crime, la consommation de médicaments classés comme stupéfiants, auxquels il avait un accès gratuit. Entre-temps, il a suivi une thérapie pour les soi-disant souvenirs dits refoulés qui l'ont amené à admettre les huit meurtres qu'il n'avait pas commis.
Küttim a également participé à la compilation des faits pour le livre de son Råstam, Thomas Quick : The Making of a Serial Killer (Thomas Quick : la fabrication d'un tueur en série), qui a été publié post mortem. Le livre a été achevé juste la veille de sa mort, à l'âge de 56 ans, des suites d'un cancer du pancréas et du foie en janvier 2012.
Küttim a continué à travailler sur l'histoire de Quick et, avec l'université Dan Josefsson, a produit le documentaire : The woman behind Thomas Quick (La femme derrière Thomas Quick) qui a révélé le groupe de personnes ayant permis le mythe de Thomas Quick. L'enquête plus approfondie a révélé la dynamique de la pensée de groupe qui a permis l'histoire du tueur en série qui n'a jamais existé .En 2013, Quick a été acquitté de tous les meurtres pour lesquels il avait été condamné, à l'issue d'une procédure de cinq ans visant à laver son nom.
La Commission Bergwall a confirmé que le travail approfondi de journalistes comme Küttim contribue à mettre en lumière les erreurs systémiques du système judiciaire suédois. Le ministre suédois de l'intérieur, Anders Ygeman, a déclaré que le rapport constituait un point de départ pour apporter les changements nécessaires "afin que cela ne se reproduise plus jamais".
Au troisième trimestre 2019, la première du long métrage Quick produit par Mikael Håfström est prévue. Le film dépeint le travail de Råstam et Küttim révélant la vérité sur Thomas Quick. Alba August joue le rôle de Küttim et Jonas Karlsson celui de Råstam, tandis que David Dencik incarne Quick.

## Prix et récompenses
- 2019 - Nomination pour le documentaire The documentaire The man who played with fire (L'homme qui jouait avec le feu) sur le célèbre auteur suédois Stieg Larsson[11]

## références
1. ↑  « Dokument inifrån | SVT.se » [archive du 4 mars 2011], svt.se (consulté le 13 janvier 2022)
2. ↑  « Premiär för Detektor i P1 - din lögndetektor i etern - Pressinformation », Sveriges Radio,‎ 8 mars 2012 (lire en ligne)
3. ↑  « The Confessions Of Thomas Quick | Trailer | Film4 »
4. ↑  www.oberon.nl, « The Confessions of Thomas Quick | IDFA »
5. ↑  « Fredrik Laurin och Jenny Küttim till ny redaktion för faktakoll », SVT Nyheter, 6 mars 2018
6. ↑  (en) Patrick Stanelius/Tt, « Så blir nya "Veckans brott" – utan GW », Svenska Dagbladet,‎ 8 janvier 2019 (lire en ligne).
7. ↑  « Thomas Quick: The Swedish serial killer who never was », TheGuardian.com, 20 octobre 2012
8. ↑  « Sweden's 'Hannibal Lecter' cleared of all charges », TheGuardian.com, 31 juillet 2013
9. ↑  « Lawyers blame groupthink in Sweden's worst miscarriage of justice », TheGuardian.com, 5 juin 2015
10. ↑  « Quick | Officiell trailer | Biopremiär 20 september »
11. ↑  « Nominerade | Kristallen », kristallen.tv